# Royaume de Kaffa
Le royaume de Kaffa (c. 1390-1897) est un ancien État situé dans ce qui est de nos jours l'Éthiopie, dont la première capitale est Bonga. La rivière Gojeb forme sa frontière nord, qui la sépare du royaume de Gibe ; à l'est, il est frontalier des territoires des peuples Konta et Dwaro près de la rivière  Omo ; au sud résident les peuples locuteurs du gimira et, à l'ouest, les Majangir (en). La langue parlée dans le royaume, le kafa, fait partie du groupe omotique.
Un certain nombre d'« étrangers », Éthiopiens musulmans — souvent des commerçants — et chrétiens, de l'Église orthodoxe éthiopienne, résident aussi dans le royaume. Ils ont un statut inférieur du fait du système de castes. On distingue les Manjo, ou chasseurs, les Manne, les travailleurs du cuir et les Qemmo, forgerons. Les Manjo ont leur propre dirigeant, nommé par le roi du Kaffa ; parmi leurs devoirs, figure celui de garder les résidences royales et les portes du royaume.
Le royaume est envahi et annexé par l'Éthiopie en 1897.
Les terres du royaume se situent dans le sud des plateaux d'Éthiopie et s'étendent jusqu'à la forêt. Ces terres montagneuses sont très fertiles et peuvent donner jusqu'à trois récoltes par an.

## Histoire

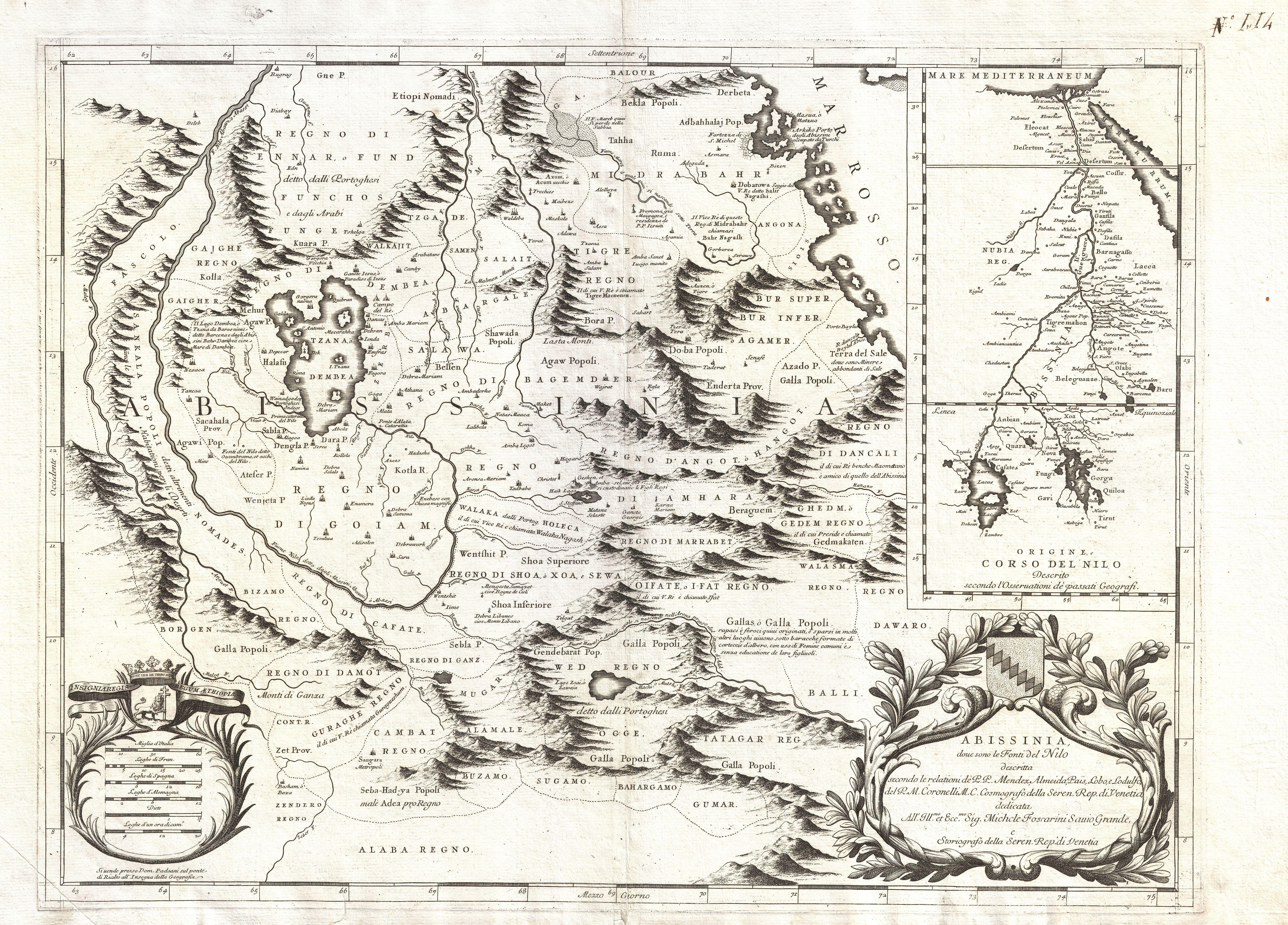
Carte Éthiopie-Abyssinie de Vincenzo Coronelli, 1690, Regno di Cafate.

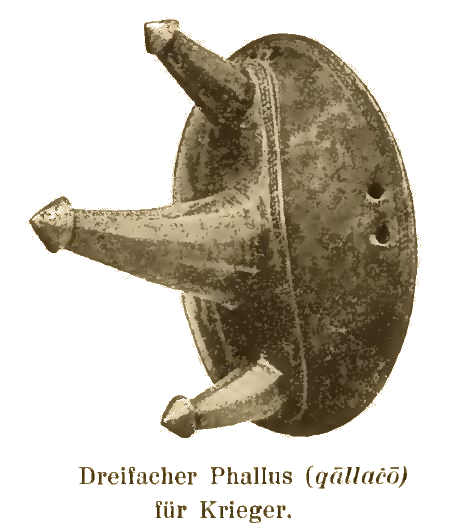
Coiffure de guerrier (XVIIe siècle).

Le royaume de Kaffa est fondé vers 1390 par Minjo, qui, selon la tradition orale, évince la dynastie Mato, qui avait donné trente deux rois. La première capitale est Bonga, ensuite remplacée par Anderaccha, mais Bonga conserve son importance[réf. nécessaire].
Durant le XVIe siècle, tout le territoire au nord de la Gojeb est perdu du fait de la migration des Oromo. Dans le courant du même siècle, l'empereur d'Éthiopie, Sarsa Dengel, convainc le royaume d'adopter le christianisme comme religion d'État.
Avec Gali Ginocho (1675–1710), les rois du Kaffa commencent à étendre leurs frontières, annexant les petits royaumes voisins de She, patrie des Gimira, de Benesho et Majango. L'État voisin des Welaytas tombe sous le contrôle kaffa durant le règne de Tato Shagi Sherocho (1775–1795), qui étend les limites du royaume jusqu'à la rivière Omo au sud-est et jusqu'à la confluence entre l'Omo et la Denchya au sud. C'est durant le règne de Hoti Gaocho (1798–1821) que le territoire du royaume atteint son maximum. Selon la tradition orale, recueillie par Amnon Orent, il est réputé pour avoir régné loin, conquérant tout ce qu'il voulait, aussi loin que Wolleta et Kambaata. Certaines personnes parlent encore du temps où leurs ancêtres ont vaincu tous leurs ennemis et se sont assis au pied d'un arbre à Wolliso et ont décidé de ne pas aller plus loin dans la province de Shoa.

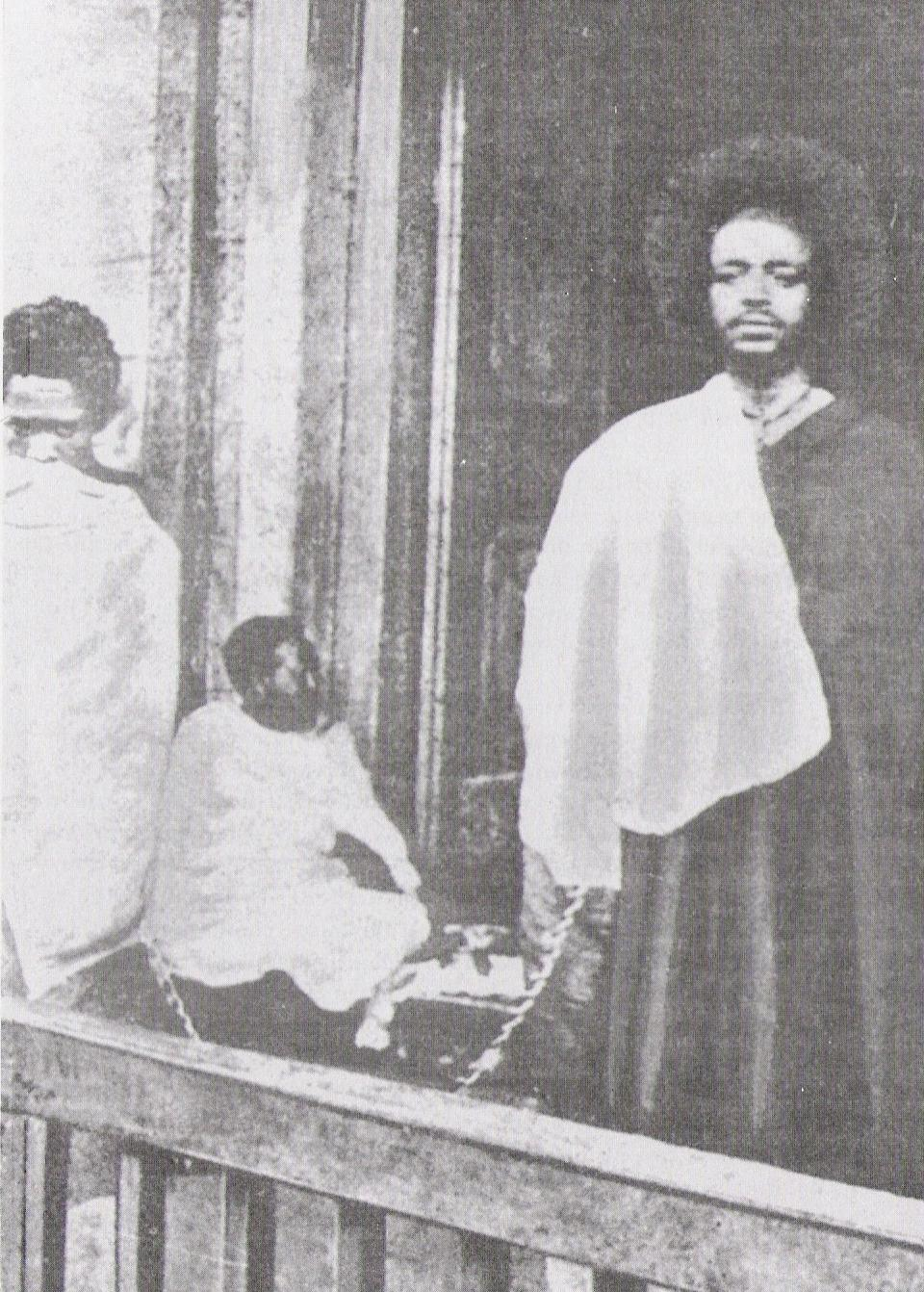
Gaki Sherocho en 1897.

Le dernier roi de Kaffa, Gaki Sherocho (en), résiste pendant des mois aux trois armées envoyées par Sousneyos II d'Éthiopie, soutenues par celle du roi Abba Jifar II du royaume de Jimma ; il est capturé le 11 septembre 1897, envoyé à Ankober puis à Addis-Abeba. Kaffa devient un fief de Sousneyos et le reste jusqu'en 1914. Durant son voyage à Kaffa en 1897, Alexandre Boulatovitch a l'opportunité d'étudier la culture de l'endroit, la décrivant dans son livre Avec l’armée de Menelik II. Journal d’expédition de l’Éthiopie au lac Rudolph ; il identifie un certain nombre de mœurs considérées comme partagées avec le peuple Amhara.
Les habitants souffrent grandement des raids esclavagistes durant le règne de Iyasou V et la région est presque désertée. À l'occasion de la réorganisation des provinces, en 1942, l'ancien royaume, avec les territoires d'autres royaumes de la région de Gibe, devient la province de Kaffa[réf. souhaitée].

## Économie

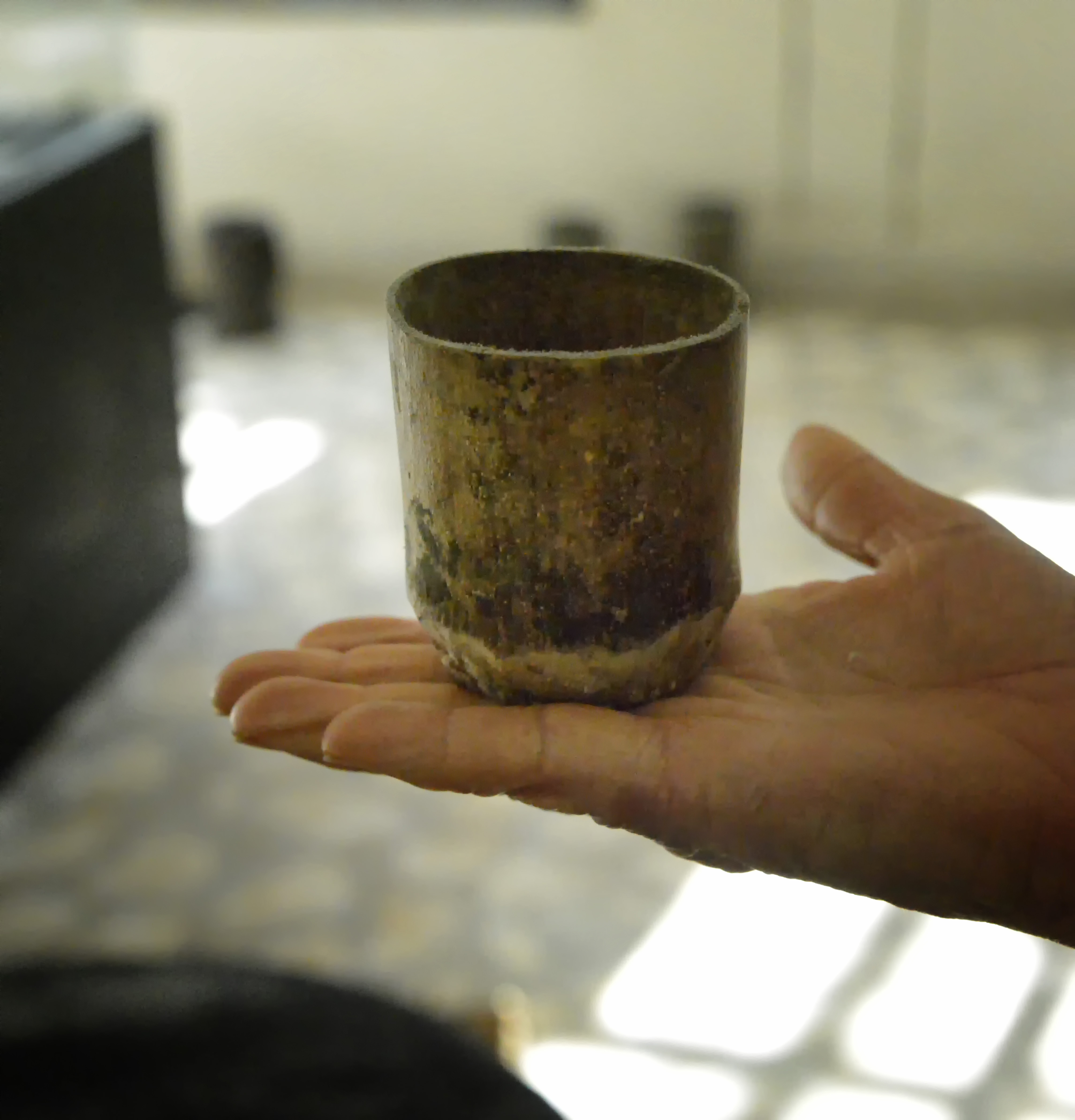
Un gobelet pour le café de l'époque du royaume de Kaffa.

À Kaffa, le thaler de Marie-Thérèse et le sel en bloc, appelé amoleh, sont utilisés comme monnaie (à l'instar du reste de l'Éthiopie) jusqu'en 1905, époque à laquelle un thaler vaut quatre à cinq amolehs.
L'économie du royaume est fondée sur l'or, le musc de civette et le commerce d'esclaves. L'agriculture est centrée autour du café et du coton. La quantité de café exporté reste cependant relativement modeste ; Richard Pankhurst l'estime, en 1880, entre 50 et 60 tonnes à l'année. Il existe aussi un élevage de bétail et du miel est produit, avec des ruches faites de tonneaux (gendo) suspendus dans des arbres.